# Eurhynchium pterigynandroides
Eurhynchium pterigynandroides là một loài rêu trong họ Brachytheciaceae. Loài này được Broth. Paris mô tả khoa học đầu tiên năm 1904.